# Спас Жостов
Спас Жостов (болг. Спас Андонов Жостов; 17 липня 1881, Гайтаниново — 16 квітня 1925, Софія
) — військовий діяч, полковник. Рідний брат генерала Константина Жостова, начальника Штабу болгарської армії під час Першої світової війни.

## Біографія
Народився 17 липня 1881 в селі Гайтаниново у родині священика Андона Жостова.
Закінчив Військове училище в Софії 1900, а також Військову академію. 1905 призначений першим військовим аташе Болгарського князівства в Берліні.
Служив у 8-му піхотному полку та в лейбгвардійському кінному полку. Був ад'ютантом Першої піхотної дивізії Софії.
Під час Першої світової війни був представником штабу болгарської армії в складі групи армій «Шольц». Був звільнений з армії 1919 року.
Загинув під час атентату в Храмі Святої Неділі в квітні 1925 року.

## Військові звання
- Лейтенант (2 серпня 1903)
- Капітан (1908)
- Майор (5 серпня 1913)
- Підполковник (16 березня 1917)
- Полковник (30 серпня 1919)